# 木忽儿好兰
木忽儿好兰（蒙古语转写：Muqur quran），汉文史料《元朝秘史》作合兀㘓，《圣武亲征录》作木忽儿好兰，波斯语史料《史集》记作木忽儿忽兰（羅馬化：Mūqūr Qūrān），其名意为“钝锉刀”，13世纪初蒙古帝国阿答儿斤部出身的千户长。
据《史集》记载，木忽儿好兰出自以撒木哈术（成吉思汗曾祖父合不勒汗之弟）为始祖的阿答儿斤部。该部很早就归附铁木真，在铁木真与札木合首次冲突的十三翼之战中，木忽儿好兰与奔塔出拔都共同率领第三翼部队，成员不仅包括阿答儿斤部兵，还可能有克烈部土别燕氏的援兵。奔塔出拔都为撒木哈术四世孙，其与木忽儿好兰的关系不明确，学者村上正二推测木忽儿好兰可能是奔塔出拔都之子。
阿答儿斤部曾是早期支持铁木真的势力，随着铁木真强化独裁权力，该部逐渐与其对立并一度背离。不过木忽儿好兰后来获赦，蒙古帝国建国后仍被封为千户长，《元朝秘史》“功臣表”第70位的合兀㘓即其简称。知《史集》编纂时期，那海麾下仍有大量阿答儿斤部兵，木忽儿好兰之孙不古来曾效力于白帐汗国。